# 薩摩布計駅
薩摩布計駅（さつまふけえき）は、かつて鹿児島県大口市布計3178番地（現・伊佐市大口山野）にあった九州旅客鉄道（JR九州）山野線の駅（廃駅）である。山野線の廃止に伴い、1988年（昭和63年）2月1日に廃駅となった。

## 歴史
- 1935年（昭和10年）12月20日：有人駅として開業[1]。
- 1961年（昭和36年）10月23日：貨物の取り扱いを廃止する[1]。
- 1962年（昭和37年）10月18日：交換設備を廃止する。
- 1965年（昭和40年）10月1日：荷物扱い廃止[2]。無人化される[3]。
- 1987年（昭和62年）4月1日：国鉄分割民営化により、JR九州に継承[1]。
- 1988年（昭和63年）2月1日：山野線の全線廃止に伴い、廃駅となる[1]。

## 駅構造
単式ホーム1面1線を有し、側線も1本併設する地上駅であり、無人駅であった。1962年（昭和37年）までは相対式ホーム2面2線を有していたため、列車交換も可能だった。当駅には駅舎があったが、無人化に合わせて駅舎事務室部分の解体が行われた（待合所は残存）。

## 駅周辺
久木野駅 - 当駅間には、九州唯一の通過可能なループ線（大川ループ）があったことで知られる。当駅駅舎の改札口横にも、大川ループの案内板が掲げられていた。
- 布計鉱山

## 現在
駅跡には「布計駅跡之碑」の記念碑、「薩摩布計駅」の駅名標と線路と踏切が残っている。
当駅は山野線廃止代替バスの運行ルートから外れていたため、大口バスセンターから南国交通が代替バスを運行していたが、1995年（平成7年）に廃止された。その後週2回・1日1本の伊佐市のコミュニティバスの運行を経て、現在は乗合タクシーに転換されている。
なお、乗合タクシーは布計周辺を基準としてダイヤが組まれているため、現在は山野地区からここへ公共交通機関で往復することは事実上できなくなっている。

## 隣の駅
九州旅客鉄道（JR九州）
山野線
久木野駅 - 薩摩布計駅 - 西山野駅